# Kaligelang
Kaligelang is een bestuurslaag in het regentschap Pemalang van de provincie Midden-Java, Indonesië. Kaligelang telt 7631 inwoners (volkstelling 2010).